# Protein-glutamat O-metiltransferaza
Protein-glutamat O-metiltransferaza (EC 2.1.1.80, metil-prihvatajuća hemotaksna proteinska O-metiltransferaza, S-adenozilmetionin-glutamil metiltransferaza, metil-prihvatajuća hemotaksna proteinska metiltransferaza II, S-adenozilmetionin:protein-karboksil O-metiltransferaza, proteinska metilaza II, MCP metiltransferaza I, MCP metiltransferaza II, proteinska O-metiltransferaza, protein(aspartat)metiltransferaza, protein(karboksil)metiltransferaza, proteinska karboksil-metilaza, proteinska karboksil-O-metiltransferaza, proteinska karboksilmetiltransferaza II, proteinska karboksimetilaza, proteinska karboksimetiltransferaza, proteinska metiltransferaza II) je enzim sa sistematskim imenom S-adenozil--metionin:protein-L-glutamat O-metiltransferaza. Ovaj enzim katalizuje sledeću hemijsku reakciju
-adenozil--metionin + protein -glutamat {\displaystyle \rightleftharpoons } -adenozil-L-homocistein + protein -glutamat metil estar
Ovaj enzim formira estarske grupe sa L-glutamatnim ostacima brojnih membranskih proteina.

## Literatura
- Nicholas C. Price; Lewis Stevens (1999). Fundamentals of Enzymology: The Cell and Molecular Biology of Catalytic Proteins (Third изд.). USA: Oxford University Press. ISBN 019850229X.
- Eric J. Toone (2006). Advances in Enzymology and Related Areas of Molecular Biology, Protein Evolution (Volume 75 изд.). Wiley-Interscience. ISBN 0471205036.
- Branden C; Tooze J. Introduction to Protein Structure. New York, NY: Garland Publishing. ISBN 0-8153-2305-0.
- Irwin H. Segel. Enzyme Kinetics: Behavior and Analysis of Rapid Equilibrium and Steady-State Enzyme Systems (Book 44 изд.). Wiley Classics Library. ISBN 0471303097.
- William P. Jencks (1987). Catalysis in Chemistry and Enzymology. Dover Publications. ISBN 0486654605.

## Spoljašnje veze
- Protein-glutamate+O-methyltransferase на 